# Seelow

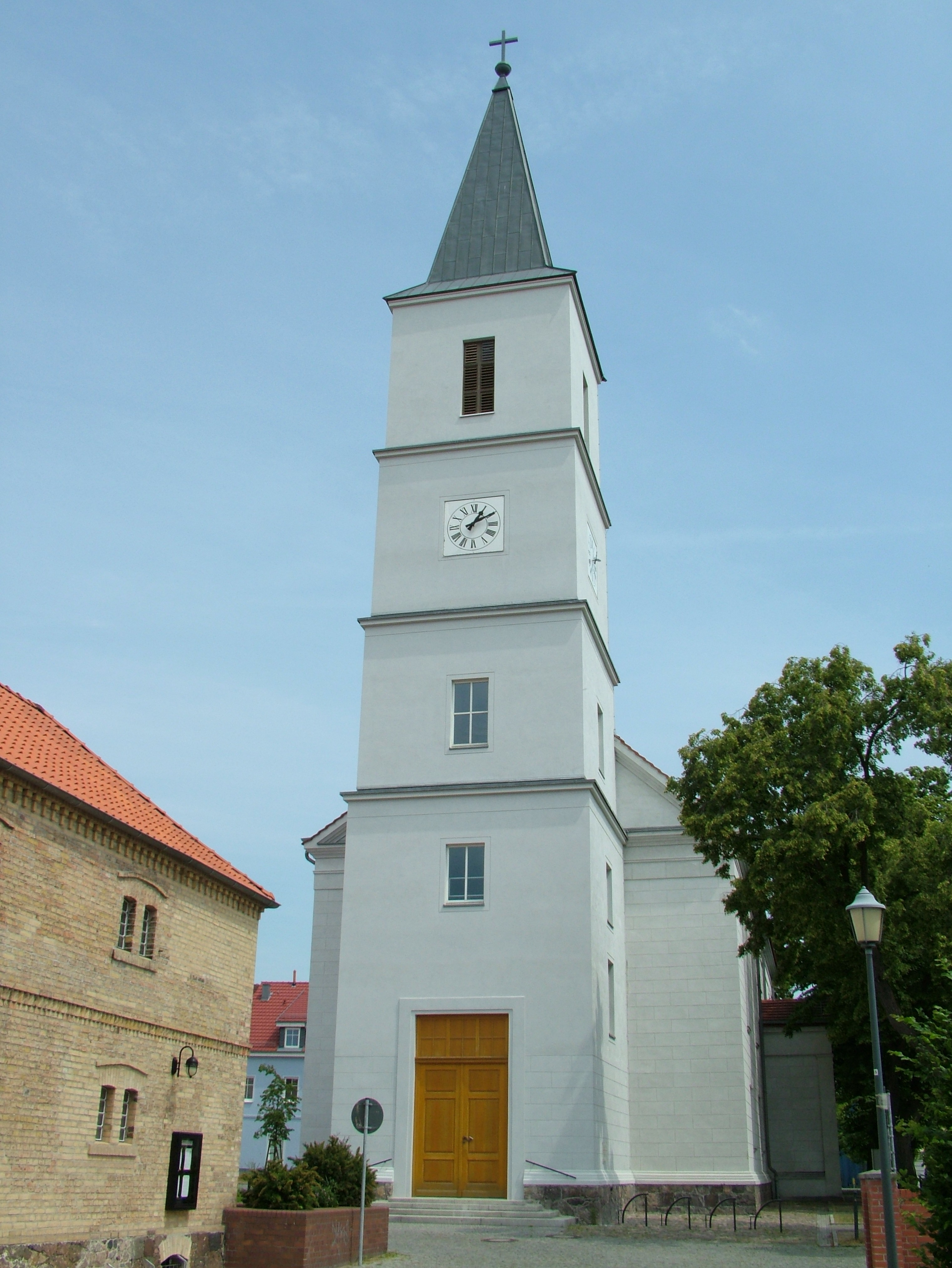
Kerk

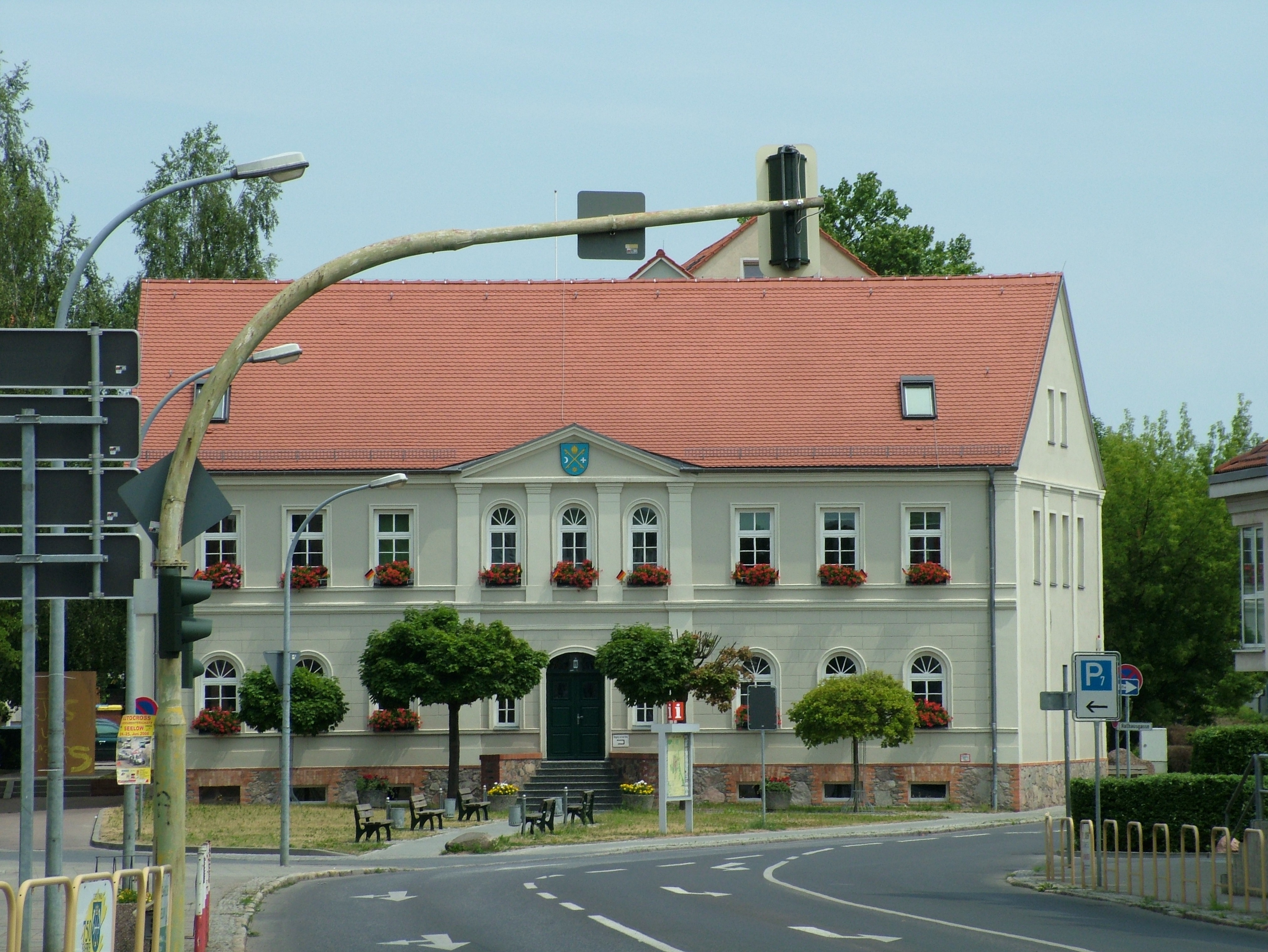
Raadhuis

Seelow is een plaats in de Duitse deelstaat Brandenburg, gelegen in het Märkisch Oderland. De stad telt 5.394 inwoners.

## Geschiedenis
In 1252 werd het dorp „Villa Zelou“ genoemd in een oorkonde van het toenmalige bisdom Maagdenburg, als bezit van de Lebuser kapittelkerk. In de jaren 1630, 1788 en 1809 waren er grote stadsbranden. Sinds 1816 behoorde Seelow tot de Landkreis Lebus, in de Puisische provincie Brandenburg. Van 1952-1993 was Seelow zelf Kreisstadt in de Landkreis Seelow.
Op de Seelower Hoogten vond in 1945, aan het eind van de Tweede Wereldoorlog, een van de grootste veldslagen plaats tussen de Wehrmacht en het Rode Leger (Slag om de Seelower Höhen). Als gevolg hiervan is een groot deel van de stad verwoest, vooral tijdens een luchtbombardement op 17 april 1945. Vanwege het belang van deze veldslag komt Seelow voor in veel computerspelletjes.
Op 26 oktober 2003 is het dorp Werbig geannexeerd.

## Geografie
Seelow heeft een oppervlakte van 25,28 km² en ligt in het oosten van Duitsland, circa 25 km ten noordnoordwesten van Frankfurt (Oder). Het ligt op de grens van de binnendelta Oderbruch.

## Bevolking
| Jaar     | 1875  | 1890  | 1910  | 1925  | 1933  | 1946  | 1995  | 2000  | 2005  | 2010  |
| Inwoners | 3.618 | 3.334 | 2.961 | 3.066 | 3.165 | 2.757 | 5.829 | 6.082 | 5.776 | 5.540 |

## Sport en recreatie
Door Seelow loopt de Europese wandelroute E11. De E11 loopt van Den Haag naar het oosten, op dit moment tot de grens Polen/Litouwen. De route komt vanaf Gusow, loopt door het centrum en vervolgt richting Sachsendorf.
Altlandsberg ·
Alt Tucheband ·
Bad Freienwalde ·
Beiersdorf-Freudenberg ·
Bleyen-Genschmar ·
Bliesdorf ·
Buckow (Märkische Schweiz) ·
Falkenberg ·
Falkenhagen (Mark) ·
Fichtenhöhe ·
Fredersdorf-Vogelsdorf ·
Garzau-Garzin ·
Golzow ·
Gusow-Platkow ·
Heckelberg-Brunow ·
Höhenland ·
Hoppegarten ·
Küstriner Vorland ·
Lebus ·
Letschin ·
Lietzen ·
Lindendorf ·
Märkische Höhe ·
Müncheberg ·
Neuenhagen bei Berlin ·
Neuhardenberg ·
Neulewin ·
Neutrebbin ·
Oberbarnim ·
Oderaue ·
Petershagen/Eggersdorf ·
Podelzig ·
Prötzel ·
Rehfelde ·
Reichenow-Möglin ·
Reitwein ·
Rüdersdorf bei Berlin ·
Seelow ·
Strausberg ·
Treplin ·
Vierlinden ·
Waldsieversdorf ·
Wriezen ·
Zechin ·
Zeschdorf